# Szansa na sukces
Szansa na sukces (in italiano: Una chance per il successo) è un programma televisivo polacco in onda dal 1993 in fascia pomeridiana su TVP2.

## Il programma

### Storia
Il programma è stato lanciato nel 1993 sull'emittente pubblica polacca, con lo scopo di lanciare il primo talent show della nazione. 
La partecipazione al programma si è rivelata il trampolino di lancio per artisti come: Kasia Stankiewicz, Justyna Steczkowska, Anna Wyszkoni, Anna Świątczak, Michał Kwiatkowski, Kasia Cerekwicka, Hania Stach, Weronika Korthals, Tomasz Makowiecki, Natalia Szroeder, Andrzej Lampert, Grzegorz Wilk, Szymon Wydra, Georgina Tarasiuk, Ewa Farna, Anna Józefina Lubieniecka, Aneta Figiel, Dominika Gawęda, Viola Brzezińska, Michał Grobelny e Małgorzata Jamroży. 
La trasmissione è stata così trasmessa per diciannove stagioni consecutive dal 1993 al 2012, sempre nel periodo primaverile, con la conduzione dell'attore Wojciech Mann.. Con la rinuncia di Mann nel ruolo di conduttore, il direttore di TVP2 ha annunciato che la trasmissione non sarebbe stata più riproposta. Dopo 7 anni di pausa, nel febbraio 2019 sul web sono comparse le prime notizie su un probabile ritorno del programma, rivelatesi poi veritiere per via dell'annuncio dell'apertura dei casting della nuova edizione.
Il ritorno dello show è stato introdotto da una puntata speciale condotta dalla cantante Anna Wyszkoni, dove è stato annunciato che lo show avrebbe avuto un'edizione speciale per la scelta del rappresentante nazionale per il Junior Eurovision Song Contest 2019 che si sarebbe svolto a Gliwice. Con l'arrivo della ventesima edizione la conduzione venne affidata ad Artur Orzech, giornalista e storico commentatore polacco dell'Eurovision Song Contest.
A seguito del successo della ventesima edizione, il programma viene riconfermato anche per il 2020 ed, inoltre, a seguito della seconda vittoria consecutiva della Polonia all'Junior Eurovision Song Contest, viene confermato che la prossima edizione del talent sarebbe stato utilizzato come selezione nazionale per l'Eurovision Song Contest 2020.

### Format
Durante il programma ogni concorrente partecipa ad una delle semifinali che aveva come tema un artista o gruppo del panorama musicale polacco. Ad ogni semifinale una giuria sceglie il vincitore che accede alla fase finale dove si esibirà con una nuova cover oppure con un suo brano originale, dove il vincitore sarà decretato unicamente dal televoto.

## Edizioni
| Edizione | Periodo della trasmissione | Periodo della trasmissione | Puntate | Vincitore                 | Brano della vittoria (Cantante originale)            | Conduttore     |
| -------- | -------------------------- | -------------------------- | ------- | ------------------------- | ---------------------------------------------------- | -------------- |
| 1ª       | 14 novembre 1993           | 18 giugno 1994             | 6       | Justyna Steczkowska       | Boskie Buenos (Maanam)                               | Wojciech Mann  |
| 2ª       | 18 settembre 1994          | 29 luglio 1995             | 12      | Violetta Brzezińska       | Jeszcze się tam żagiel bieli (Alicja Majewska)       | Wojciech Mann  |
| 3ª       | 17 settembre 1995          | 9 giugno 1996              | 12      | Anna Świątczak            | Pamiętasz była jesień (Sława Przybylska)             | Wojciech Mann  |
| 4ª       | 22 settembre 1996          | 21 settembre 1997          | 12      | Katarzyna Cerekwicka      | Wyszłam za mąż, zaraz wracam (Ewa Bem)               | Wojciech Mann  |
| 5ª       | 19 ottobre 1997            | 17 maggio 1998             | 11      | Monika Salita             | Walc Embarras (Irena Santor)                         | Wojciech Mann  |
| 6ª       | 6 settembre 1998           | 16 maggio 1999             | 16      | Małgorzata Markiewicz     | Do ciebie, mamo (Violetta Villas)                    | Wojciech Mann  |
| 7ª       | 10 ottobre 1999            | 28 maggio 2000             | 14      | Arkadiusz Makowski        | Za 10 minut trzynasta (Shakin’ Dudi)                 | Wojciech Mann  |
| 8ª       | 30 luglio 2000             | 24 giugno 2001             | 19      | Małgorzata Kuś            | Jaka róża taki cierń (Edyta Geppert)                 | Wojciech Mann  |
| 9ª       | 16 settembre 2001          | 16 giugno 2002             | 20      | Beata Wald                | Szklanka wody (Bajm)                                 | Wojciech Mann  |
| 10ª      | 6 ottobre 2002             | 18 maggio 2003             | 19      | Marzena Korzonek          | Modlitwa (Tadeusz Nalepa)                            | Wojciech Mann  |
| 10ª      | 6 ottobre 2002             | 18 maggio 2003             | 19      | Aneta Figiel              | Wiara (IRA)                                          | Wojciech Mann  |
| 11ª      | 20 settembre 2003          | 23 maggio 2004             | 19      | Marcin Maliszewski        | Jaskółka uwięziona (Stan Borys)                      | Wojciech Mann  |
| 12ª      | 3 ottobre 2004             | 19 giugno 2005             | 22      | Michał Gasz               | Papierowe ptaki (Krystyna Prońko)                    | Wojciech Mann  |
| 13ª      | 18 settembre 2005          | 4 giugno 2006              | 22      | Karolina Szarubka         | Drogi kolego (Patrycja Markowska)                    | Wojciech Mann  |
| 14ª      | 3 settembre 2006           | 10 giugno 2007             | 20      | Anna Józefina Lubieniecka | Eli lama sabachtani (Wilki)                          | Wojciech Mann  |
| 15ª      | 9 settembre 2007           | 8 giugno 2008              | 20      | Nina Kodorska             | Łza na rzęsie (Maryla Rodowicz)                      | Wojciech Mann  |
| 16ª      | 21 settembre 2008          | 14 giugno 2009             | 19      | Daria Zawiałow            | Miłość (Kasia Cerekwicka)                            | Wojciech Mann  |
| 17ª      | 20 settembre 2009          | 22 maggio 2010             | 21      | Małgorzata Janek          | Grawitacja (Justyna Steczkowska)                     | Wojciech Mann  |
| 18ª      | 19 settembre 2010          | 4 giugno 2011              | 24      | Marcin Chudziński         | Biała Armia (Bajm)                                   | Wojciech Mann  |
| 19ª      | 11 settembre 2011          | 29 aprile 2012             | 18      | Mirosław Lazarek          | Tacy Sami (Lady Pank)                                | Wojciech Mann  |
| 20ª      | 7 aprile 2019              | 19 maggio 2019             | 9       | Aleksandra Nykiel         | Łatwopalni (Maryla Rodowicz)                         | Artur Orzech   |
| 21ª      | 6 ottobre 2019             | 22 dicembre 2019           | 13      | Izabela Zalewska          | Jeszcze się tam żagiel bieli (Alicja Majewska)       | Artur Orzech   |
| 22ª      | 1º marzo 2020              | 31 maggio 2020             | 15      | Tomasz Jatosa             | Ławka (Formacja Nieżywych Schabuff)                  | Artur Orzech   |
| 23ª      | 4 ottobre 2020             | 20 dicembre 2020           | 12      | Łukasz Brodowski          | Tylko mnie kochaj (Goya)                             | Artur Orzech   |
| 24ª      | 4 aprile 2021              | 23 maggio 2021             | 8       | Tomasz Bulzak             | Sen o Warszawie (Czesław Niemen)                     | Marek Sierocki |
| 25ª      | 3 ottobre 2021             | 18 dicembre 2021           | 14      | Franciszek Barnowski      | Nie ma jak u mamy (Wojciech Młynarski)               | Marek Sierocki |
| 26ª      | 27 febbraio 2022           | 29 maggio 2022             | 14      | Wiktor Kowalski           | Już nie ma dzikich plaż (Irena Santor & Paweł Kukiz) | Marek Sierocki |
| 27ª      | 2 ottobre 2022             | 12 dicembre 2022           | 14      | Kamil Jachira             | Wołanie przez ciszę (Universe)                       | Marek Sierocki |
| 28ª      | 5 marzo 2023               | 21 maggio 2023             | 13      | Karolina Fryt             | Moje serce to jest muzyk (Ewa Bem)                   | Marek Sierocki |
| 29ª      | 1º ottobre 2023            | 16 dicembre 2023           | 13      | Dominika Dobrosielska     | Piosenka o okularnikach (Magda Umer)                 | Artur Orzech   |
| 30ª      | 17 marzo 2024              | 12 maggio 2024             | 10      | Alan Cymbalista           | Ostatni raz zatańczysz ze mną (Krzysztof Krawczyk)   | Artur Orzech   |
| 31ª      | 6 ottobre 2024             | 24 novembre 2024           | 9       | Stanisław Kukulski        | Wszystko może się zdarzyć (Anita Lipnicka)           | Artur Orzech   |
| 32ª      | 2 marzo 2025               | 27 aprile 2025             | 10      | Julia Weaver              | Krakowski spleen (Maanam)                            | Artur Orzech   |

## Spin-off

### Szansa na sukces - Eurowizja Junior
Con il ritorno dello show, è stato annunciato che lo show avrebbe avuto un'edizione speciale per la scelta del rappresentante nazionale per il Junior Eurovision Song Contest 2019 che si sarebbe svolto a Gliwice. Lo show viene riconfermato per una seconda edizione.
| Edizione | Periodo della trasmissione | Periodo della trasmissione | Puntate | Vincitore         | Brano della vittoria | Conduttore        |
| -------- | -------------------------- | -------------------------- | ------- | ----------------- | -------------------- | ----------------- |
| 1ª       | 8 settembre 2019           | 29 settembre 2019          | 4       | Wiktoria Gabor    | Superhero            | Artur Orzech      |
| 2ª       | 6 settembre 2020           | 27 settembre 2020          | 4       | Alicja Tracz      | I'll Be Standing     | Artur Orzech      |
| 3ª       | 5 settembre 2021           | 26 settembre 2021          | 4       | Sara James        | Somebody             | Marek Sierocki    |
| 4ª       | 4 settembre 2022           | 25 settembre 2022          | 4       | Laura Bączkiewicz | To the Moon          | Aleksander Sikora |
| 5ª       | 3 settembre 2023           | 24 settembre 2023          | 4       | Maja Krzyżewska   | I Just Need a Friend | Aleksander Sikora |
| 6ª       | 8 settembre 2024           | 29 settembre 2024          | 4       | Dominik Arim      | All Together         | Artur Orzech      |

### Szansa na sukces - Eurowizja
A seguito del successo della seconda vittoria consecutiva della Polonia al Junior Eurovision Song Contest, è stato confermato che il talent sarà utilizzato anche come selezione nazionale per l'Eurovision Song Contest 2020.
| Edizione | Periodo della trasmissione | Periodo della trasmissione | Puntate | Vincitore          | Brano della vittoria | Conduttore   |
| -------- | -------------------------- | -------------------------- | ------- | ------------------ | -------------------- | ------------ |
| 1ª       | 2 febbraio 2020            | 23 febbraio 2020           | 4       | Alicja Szemplińska | Empires              | Artur Orzech |